# جائزة لوران كليرك
جائزة لوران كليرك هي جائزة سنوية تمنحها جمعية خريجي جامعة جالوديت لتكريم شخص أصم «لإسهاماته البارزة في المجتمع»   وتكريما لإنجازاتهم على وجه التحديد لصالح الصم.  اسمها على اسم لوران كليرك (1785-1869). لقد أعطيت للعلماء والمخترعين البارزين، مثل العالم الأصم روبرت ويتريخت، لتكريم مساهماته في تطوير جهاز المُبرِقة الكاتبة والمقرن الصوتي للمودم المبكر للكمبيوتر.  يتم تقديمها من قبل جمعية خريجي جامعة جالوديت من خلال صندوق لوران كليرك الثقافي. 

## روابط خارجية
- جائزة لوران كليرك من جامعة جالوديت